# سروپلی رادهاکرشنن
ساروپالی رادهاکرشنن (تلگویی: సర్వేపల్లి రాధాకృష్ణయ్య؛ ۵ سپتامبر ۱۸۸۸ – ۱۷ آوریل ۱۹۷۵) یک سیاست‌مدار، نویسنده و کارشناس آموزش و پرورش اهل هند بود. او از ۱۴ مه ۱۹۶۲ تا ۱۳ مه ۱۹۶۷ رئیس‌جمهور هند بود.